# Juris Silovs (Leichtathlet)
Juris Silovs (russisch Юрий Викентьевич Силов; * 30. August 1950 in Krāslava; † 28. September 2018) war ein lettischer Sprinter, der für die Sowjetunion startete.
1972 gewann er bei den Olympischen Spielen in München mit der sowjetischen Mannschaft Silber in der 4-mal-100-Meter-Staffel.
Über 100 m siegte er 1973 bei der Universiade und wurde 1974 Vierter bei den Leichtathletik-Europameisterschaften in Rom.
Bei den Olympischen Spielen 1976 in Montreal schied er über 100 m im Vorlauf aus. In der 4-mal-100-Meter-Staffel errang er mit dem sowjetischen Quartett Bronze.

## Persönliche Bestzeiten
- 60 m: 6,4 s, 14. Februar 1974, Moskau
- 100 m: 10,1 s, 8. Juni 1974, Riga